# Matignon
Matignon é uma comuna francesa na região administrativa da Bretanha, no departamento Côtes-d'Armor. Estende-se por uma área de 14,53 km². Em 2010 a comuna tinha 1 694 habitantes (densidade: 116,6 hab./km²).